# Флахт
Флахт (нім. Flacht) — громада в Німеччині, розташована в землі Рейнланд-Пфальц. Входить до складу району Рейн-Лан. Складова частина об'єднання громад Ганштеттен.
Площа — 4,45 км2. Населення становить 1010 ос. (станом на 31 грудня 2020).

## Галерея

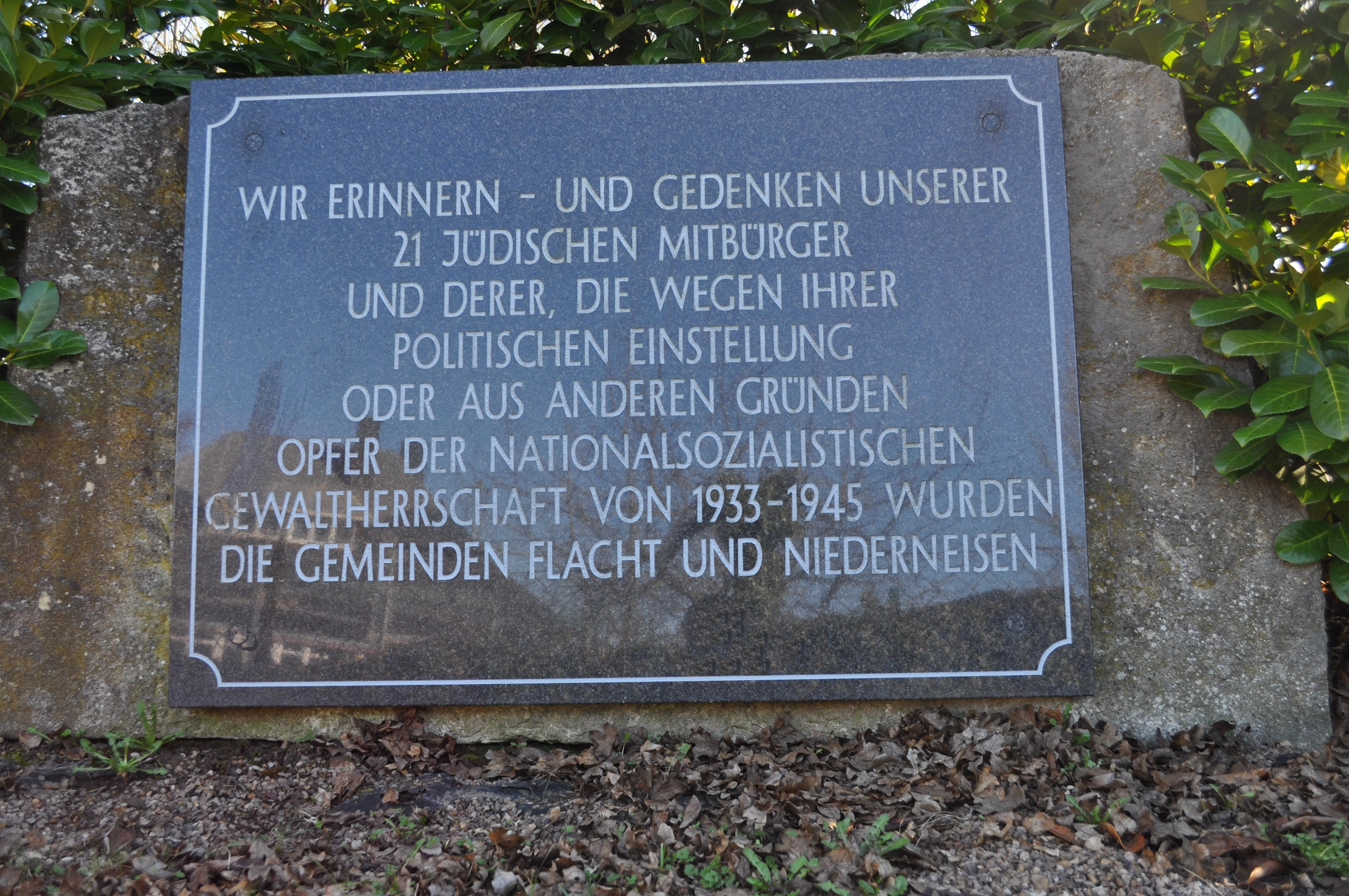
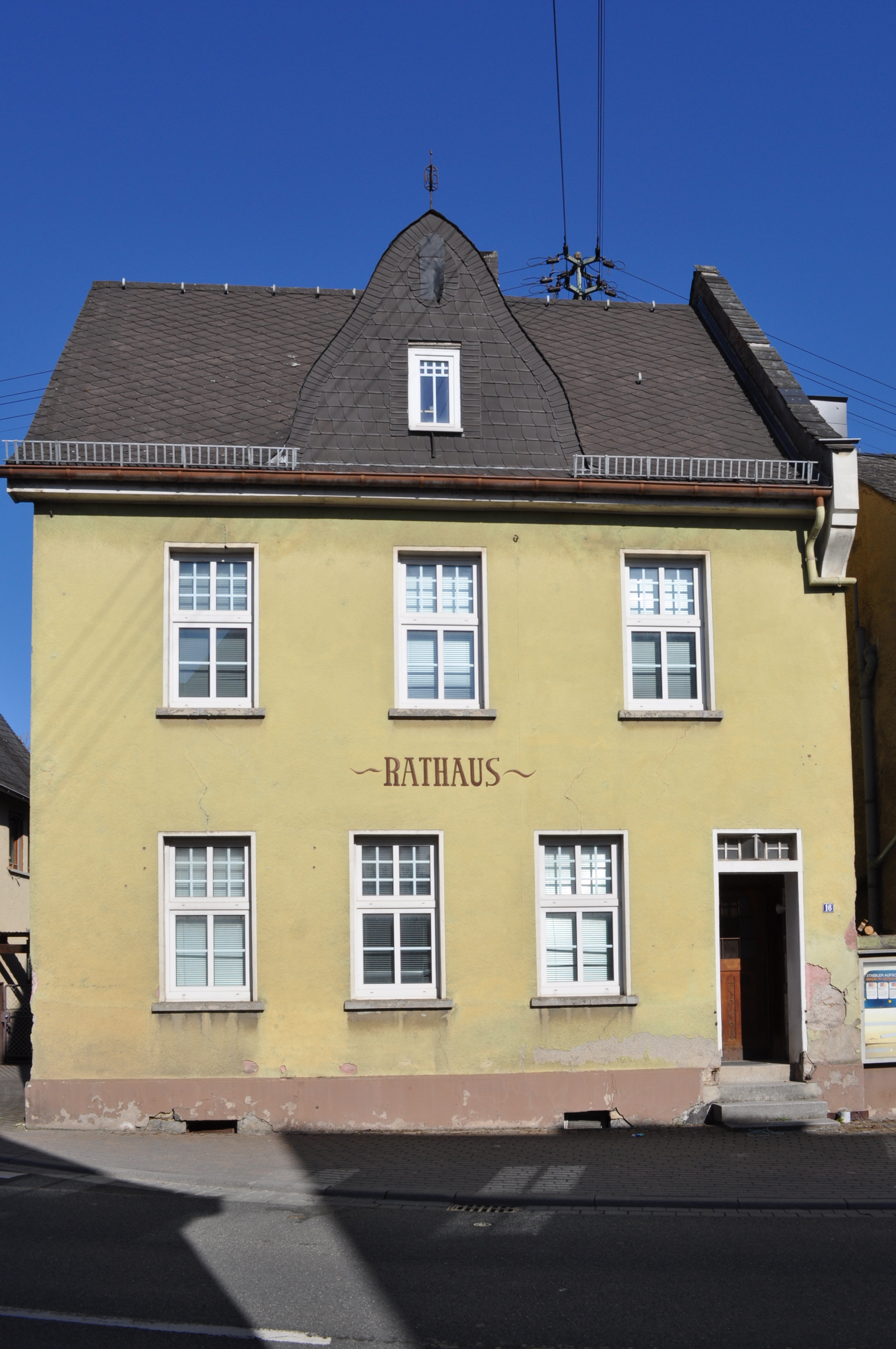
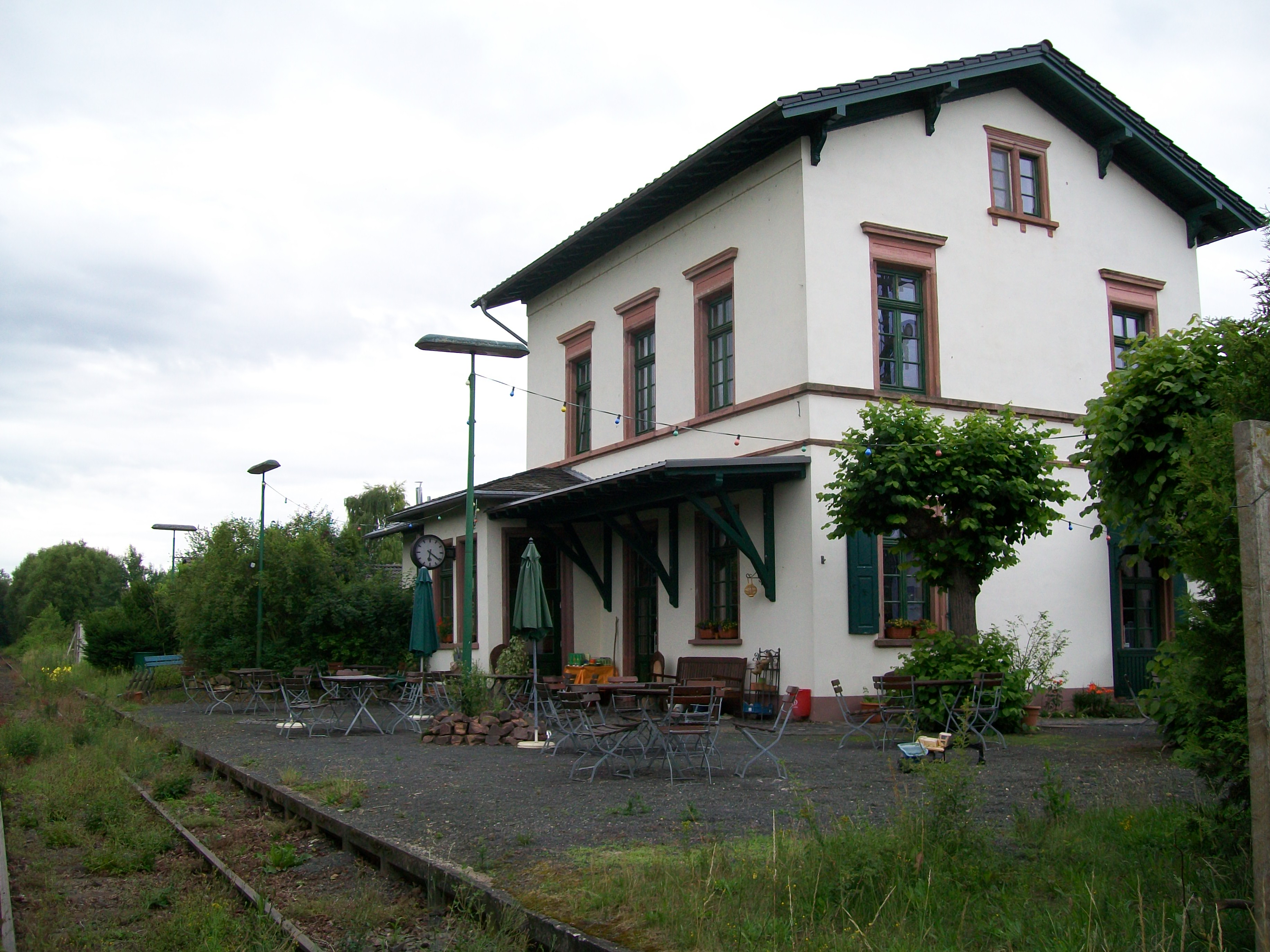